# Tout m'est bonheur
Tout m'est bonheur est une autobiographie en deux tomes d'Isabelle d'Orléans-Bragance, comtesse de Paris, parue en 1978 et 1981 aux éditions Robert Laffont.

## Résumé
Descendante du roi Louis-Philippe Ier, elle est née à Eu (76) en 1911. En 1914 les domestiques est-européens ont dû quitter la maison. En 1922 et en 1925 elle va au Brésil natal de son père. En 1931 à Palerme, elle épouse Henri d'Orléans, comte de Paris. Ils emménagent chez lui en Belgique. En 1939, ils déménagent au Brésil où ses parents sont installés depuis 1936. Son père meurt en 1940. En 1941, elle rejoint Henri au Maroc. En 1943, ils déménagent en Espagne puis au Portugal en 1946. En 1950, la loi d'exil des chefs des familles ayant régné en France est abrogée et ils reviennent à Paris. Elle a onze enfants de 1932 à 1948.

### Lire en ligne
- Tout m’est bonheur sur Gallica